# 태국 내각
태국 내각(태국어: คณะรัฐมนตรีไทย)은 태국의 행정을 담당하는 기관이다. 35명의 고위 관료로 구성된다.

## 역사
1932년의 시암 혁명 이전까지, 시암은 짜끄리 왕조까지도 끄롬(태국어: กรม →부서)과 세나보디(태국어: เสนาบดี →부서장)를 통해 통치되고 있었다. 1874년 4월 15일, 쭐랄롱꼰 왕은 49명의 상위 왕자와 관료들로 추밀원(태국어: สภาที่ปฤกษาในพระองค์)을 창설하였다.
1925년 7월 14일, 프라차티뽁 왕은 시암 최고회의를 창설시켜 5명의 상위 왕자로 하여금 대신 통치하도록 하였다. 하지만, 1932년의 혁명 이후, 정당 카나 랏사돈(태국어: คณะราษฎร →인민당)은 이 기구를 해산시켰으며, 그 대신에 새 헌법을 제정, 국왕이 승인하여, 시암 인민위원회(태국어: คณะกรรมการราษฎร)의 위원장이 수상이 되는 입헌군주제가 되었다.
새 헌법이 선포된 해가 끝날 무렵, 위원회 명칭과 위원장직 명칭이 현재의 명칭인 '내각'과 '총리'로 변경되었다. 최초의 내각으로 프라야 마노빠꼰 니띠타다(태국어: พระยามโนปกรณ์นิติธาดา)가 이끄는 내각이 성립되었고, 이로 인해, 모든 국가 부서들이 내각의 통제를 받게 되었다. 현재의 태국에는 58개의 부서가 존재한다.

## 국무대신
| 직책                           | 성명 | 성명                  | 당              | 임기 시작                                             |
| ------------------------------ | ---- | --------------------- | --------------- | ----------------------------------------------------- |
| 총리과 국방부 장관             |      | 쁘라윳 짠오차         | 연합태국국가당  | 2014년 8월 24일 (총리) 2019년 7월 10일 (국방부 장관)  |
| 부총리                         |      | 쁘라윗 웡수완         | 국민국가권력당  | 2014년 8월 30일                                       |
| 부총리                         |      | 윗사누 크르아응암     | 무소속          | 2014년 8월 30일                                       |
| 부총리과 산업부 장관           |      | 쭈린 락사나위싯       | 민주당          | 2019년 7월 10일                                       |
| 부총리과 보건부 장관           |      | 아누틴 찬위라꾼       | 태국 자랑당     | 2019년 7월 10일                                       |
| 부총리과 외무부 장관           |      | 던 빠라맛위나이       | 무소속          | 2015년 8월 19일 (외무부 장관) 2020년 8월 5일 (부총리) |
| 부총리과 자원부 장관           |      | 쑤팥타나퐁 판미차오   | 연합태국국가당  | 2020년 8월 5일                                        |
| 총리실 장관                    |      | 아누차 나카사이       | 연합태국국가당  | 2020년 8월 5일                                        |
| 총리실 장관                    |      | 타나컨 왕분겅차나     | 연합태국국가당  | 2022년 11월 30일                                      |
| 국방부 부장관                  |      | 차이찬 창몽콘         | 무소속          | 2017년 11월 23일                                      |
| 재무부 장관                    |      | 아콤 뜸핏타야파이씻   | 무소속          | 2020년 10월 1일                                       |
| 재무부 부장관                  |      | 산띠 프럼팟           | 국민국가권력당  | 2019년 7월 10일                                       |
| 관광체육부 장관                |      | 피팟 랏차낏쁘라깐     | 태국 자랑당     | 2019년 7월 10일                                       |
| 사회개발부 장관                |      | 쭈띠 끄라이륵         | 연합태국국가당  | 2019년 7월 10일                                       |
| 고등교육과학부 연구혁신처 장관 |      | 아넥 라오탐마탓       | 행동 연합당     | 2020년 8월 5일                                        |
| 농업협동조합부 장관            |      | 차름차이 스리언       | 민주당          | 2019년 7월 10일                                       |
| 농업협동조합부 부장관          |      | 마난야 타이쎗         | 태국 자랑당     | 2019년 7월 10일                                       |
| 농업협동조합부 부장관          |      | 쁘라팟 포타수톤       | 태국 국가발전당 | 2019년 7월 10일                                       |
| 농업협동조합부 부장관          |      | 순턴 빤생텅           | 국민국가권력당  | 2022년 11월 30일                                      |
| 교통부 장관                    |      | 싹사얌 칫첩           | 태국 자랑당     | 2019년 7월 10일                                       |
| 교통부 부장관                  |      | 아티랏 랏따나셋       | 국민국가권력당  | 2019년 7월 10일                                       |
| 디지털경제사회부 장관          |      | 차이야웃 타나카마누선 | 국민국가권력당  | 2021년 3월 22일                                       |
| 천연자원환경부 장관            |      | 와라웃 실파아차       | 태국 국가발전당 | 2019년 7월 10일                                       |
| 산업부 부장관                  |      | 씨닛 릇끄라이         | 민주당          | 2021년 3월 22일                                       |
| 내무부 장관                    |      | 아누퐁 파오찐다       | 무소속          | 2014년 8월 30일                                       |
| 내무부 부장관                  |      | 쏭삭 텅스리           | 태국 자랑당     | 2019년 7월 10일                                       |
| 내무부 부장관                  |      | 나릿 깜누락           | 민주당          | 2022년 11월 30일                                      |
| 법무부 장관                    |      |                       |                 |                                                       |
| 노동부 장관                    |      | 쑤찻 촘끄린           | 연합태국국가당  | 2020년 8월 5일                                        |
| 문화부 장관                    |      | 잇티폰 쿤쁘름         | 국민국가권력당  | 2019년 7월 10일                                       |
| 교육부 장관                    |      | 뜨리눗 티안텅         | 국민국가권력당  | 2021년 3월 22일                                       |
| 교육부 부장관                  |      | 깐라야 소폰파닛       | 민주당          | 2019년 7월 10일                                       |
| 보건부 부장관                  |      | 사팃 삐뚜떼차         | 민주당          | 2019년 7월 10일                                       |
| 산업부 장관                    |      |                       |                 |                                                       |

## 같이 보기
- 태국의 내각 목록
- 태국의 총리
- 태국의 국왕